# Vụ UFO Trinity

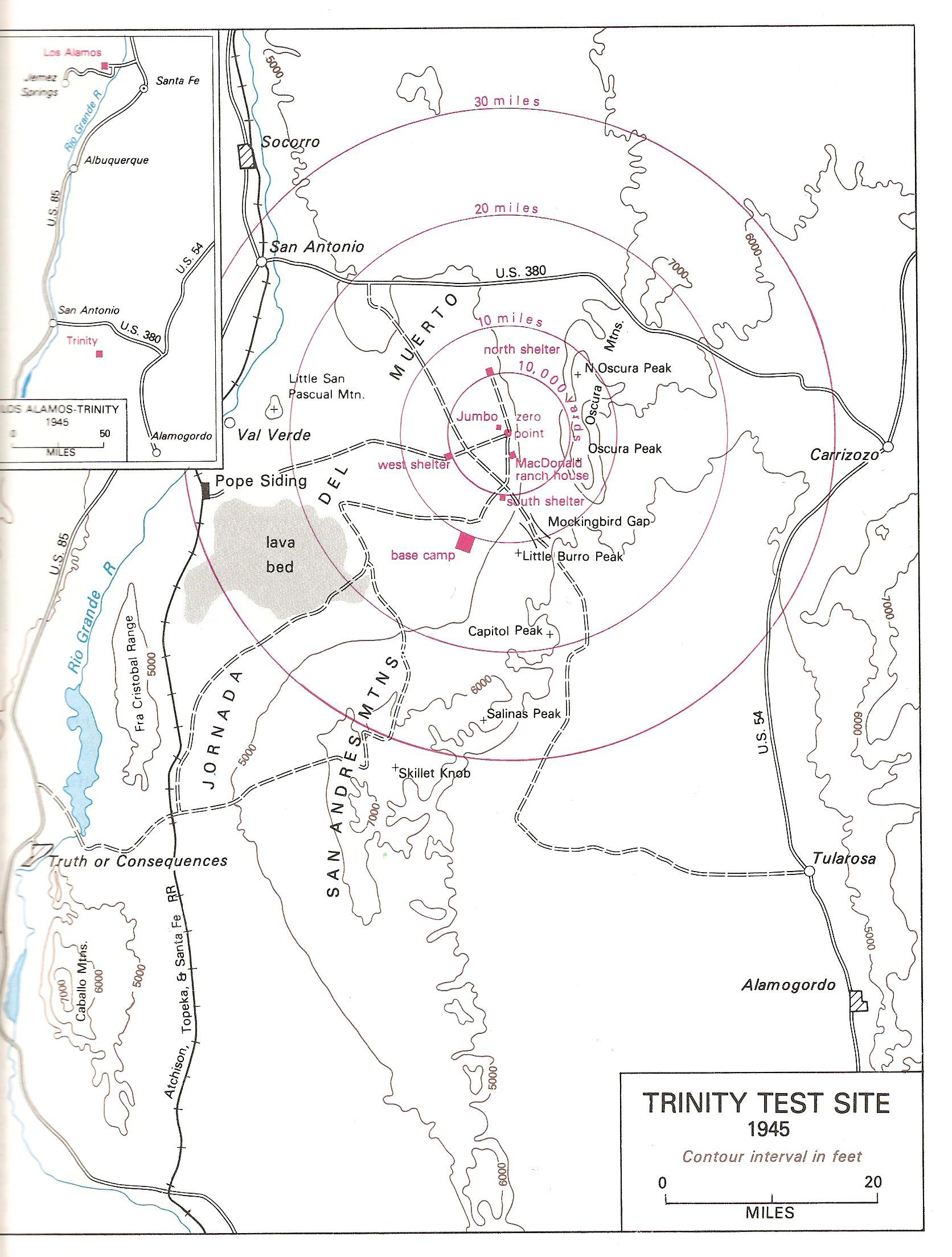
Bản đồ khu thử nghiệm Trinity.

Vụ UFO Trinity là thuyết âm mưu về vật thể bay không xác định (UFO) bị rơi xảy ra vào tháng 8 năm 1945 gần vụ thử Trinity, nơi quả bom nguyên tử đầu tiên được kích nổ năm tuần trước đó. Truyền thuyết này lần đầu tiên được xuất bản vào năm 2003 và do nhà nghiên cứu UFO lâu năm Jacques Vallée và Paola Leopizzi Harris công bố rộng rãi trong một cuốn sách ấn hành năm 2021.
Theo José Padilla và Remigio Baca, khi họ còn nhỏ và đang làm việc tại Rancho Padilla ở San Diego, Antonito, gần San Antonio, New Mexico, họ đã tận mắt chứng kiến một luồng sáng chói chang, kèm theo tiếng va chạm. Theo họ kể lại thì họ tìm thấy một thiết bị bị rơi gần đó, "có hình dạng quả bơ", với một phần nhô ra ở một đầu, do sinh vật dạng côn trùng điều khiển. Họ cho biết vật thể này về sau bị Quân đội Mỹ di dời đi mất.
Đến năm 2024, những sự bất hợp lý và sai lầm được chứng minh trong truyền thuyết khiến nhà văn hoài nghi Brian Dunning mô tả truyền thuyết này chỉ là "một trò lừa bịp theo đúng nghĩa đen, do những kẻ tạo ra dù biết thừa rằng họ đang bịa đặt".